# Пион лекарственный
Пио́н лека́рственный (лат. Paeónia officinális) — многолетнее растение семейства пионовых (Paeoniaceae), типовой вид рода Пион.

## Ботаническое описание

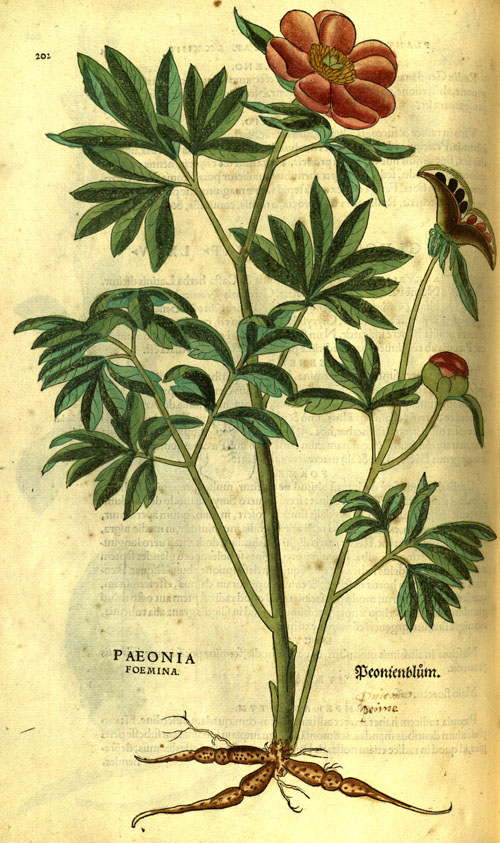

Травянистое или полукустарниковое растение высотой 40—80 см, с прямостоящим, грубым и не ветвящимся стеблем. Корни шишковатые, продолговатые.
Цветки простые одиночные, обычно тёмно-красного цвета. Цветение наступает в июне.

## Распространение и среда обитания
Естественным образом вид произрастает в центральной и южной Европе.

## Значение и применение
Культивируется по всему миру как декоративное растение.
В народной медицине используют корень растения в сушёном перетёртом виде или для приготовления настоек.
Медонос. Нектар выделяется крупными каплями по всему бутону и привлекает массу муравьев и медоносных пчёл. На отдельных бутонах насчитывали по 18—20 муравьев одновременно. Нектар густой с большим содержанием сахара до 75 %. По наблюдениям обильное выделение нектара осуществляется в теплую солнечную погоду. В пасмурные и прохладные дни нектар на бутонах не выделялся.

## Таксономия
Paeonia officinalis L., Species Plantarum 1: 530. 1753.

### Синонимы

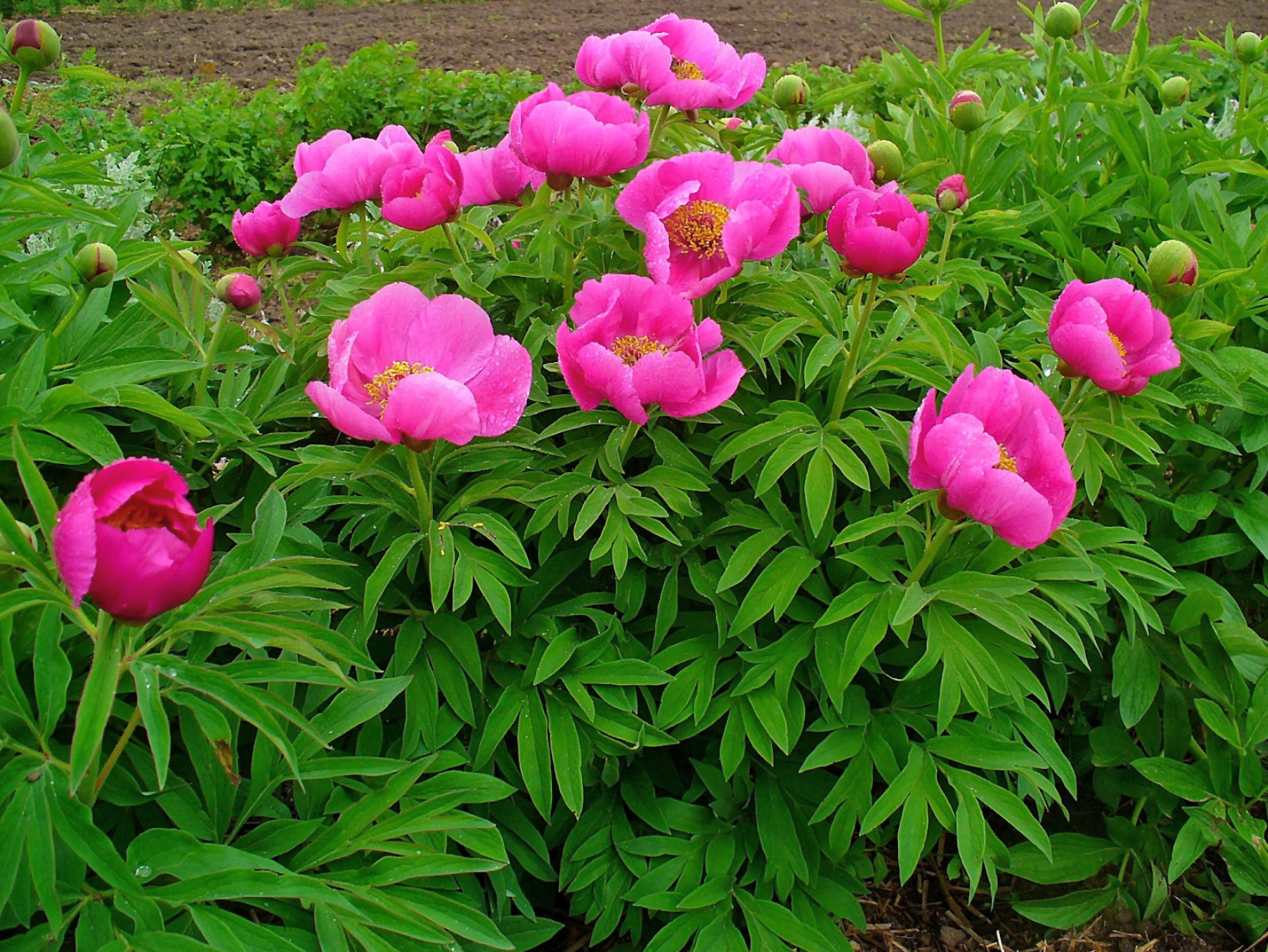
Растение в культуре

Список синонимов:
- Moutan officinalis (L.) Lindl. & Paxton
- Paeonia anemoniflora (Hook.) auct.
- Paeonia barrii Lynch
- Paeonia baxteri Sabine ex Salm-Dyck, nom. inval.
- Paeonia commutata Wender.
- Paeonia elegans Sabine ex Salm-Dyck, nom. inval.
- Paeonia feminea (L.) Desf.
- Paeonia festiva Tausch
- Paeonia fimbriata (Sabine) B.D.Jacks.
- Paeonia foemina Mill.
- Paeonia foemina Garsault, nom. inval.
- Paeonia fulgens Bailly
- Paeonia fulgida Sabine ex Salm-Dyck
- Paeonia hirsuta Mill.
- Paeonia lanceolata Salm-Dyck
- Paeonia lobata Rchb.
- Paeonia mollis G.Anderson
- Paeonia nemoralis Salisb., nom. illeg.
- Paeonia porrigens Rchb.
- Paeonia promiscua Tausch
- Paeonia pubens Sims
- Paeonia rubra Steud., nom. inval.
- Paeonia sessiliflora Sims
- Paeonia splendens Bailly
- Paeonia subternata Salm-Dyck
- Paeonia versicolor W.H.Baxter, nom. inval.

### Подвиды
- Paeonia officinalis subsp. banatica (Rochel) Soó — Пион банатский, или банатийский, или баншагский [syn.  Paeonia banatica Rochel]
- Paeonia officinalis subsp. huthii Soldano — Пион лекарственный мохнатый
- Paeonia officinalis subsp. microcarpa Nyman — Пион низкий